# José Antônio da Silva
José Antonio da Silva (Sales de Oliveira, 12 mars 1909 - São Paulo, 9 août 1996) fut un peintre brésilien, également sculpteur, écrivain, chanteur et scénographe.

## Biographie
Artiste autodidacte (peintre et écrivain), il décrivit par la peinture le défrichage de la région nord-ouest de l'État de São Paulo et sa transformation en terres agricoles. Il vécut principalement dans la ville de São José do Rio Preto où il fonda un musée, qui abrite encore aujourd'hui quelques-unes de ses œuvres.
Il est considéré comme un artiste naïf ou primitif. Auteur de livres, tels que "Romance de minha vida", publié en 1949, "Maria Clara" en 1970 et "Je suis peintre, je suis poète" en 1981, il a également enregistré deux longs morceaux de musique autobiographiques sur Vinyle. Il a fait l'objet d'un court métrage réalisé par Carlos Augusto Calil "Qui ne connaît pas Silva ?". Dans son œuvre, il dépeint les transformations successives de la forêt en terres agricoles puis en milieu urbain.
En 1931, José Antônio da Silva s'installe à São José Do Rio Preto. Il y exerce des activités agricoles et commence la peinture en autodidacte. Il participe à l'exposition inaugurative de la Maison de la Culture de la ville. En 1946, ses peintures attirent l'attention des critiques Lourival Gomes Machado (1917-1967), Paulo Mendes de Almeida (1905-1986) et João Cruz Costa (philosophe).

## Caractéristiques de ses œuvres
Les couleurs froides et sombres sont caractéristiques de ses premières œuvres. À partir de 1948, son utilisation d'une gamme chromatique plus vive et plus variée confère du lyrisme à ses paysages. A cette époque, il est influencé par la phase pointilliste de l'artiste Van Gogh.
Ses toiles mettent en scène des espaces amples et ouverts. Ses thèmes de prédilection sont la vie rurale : "les champs de coton" », « les plantations de café » et « le bœuf au pâturage » sont devenues ses oeuvres les plus connues. Selon le critique P. M. Bardi, l'artiste fait preuve d'une grande spontanéité dans l'abstraction des détails de ses toiles, en représentant, par exemple, le coton par des rangées de points blancs.
Ce qui émerge de son oeuvre est l'expressivité du dessin, le sens de la couleur et le caractère fantastique. Silva couvre une grande variété de thèmes : nature morte, peinture sacrée, vie marine, peinture historique et de genre. Certaines sont empreintes d'ironie. Dans les peintures réalisées à partir des années 1970, l'artiste crée une distinction nette entre la figure principale et l'arrière-plan, en utilisant en particulier de grands aplats de couleurs.

## Art Naïf
Ce terme français "Naïf" est utilisé pour désigner la production d'artistes auto-didactes ou non-iniciés, mais dont l'apport à l'art moderne est aujourd'hui reconnu dans le monde entier.
L'art « naïf », également appelé « art primitif moderne », selon l'expression de Georges Kasper, caractérise la « subtilité » et l' « ingénuité » de l'artiste, qui, sans références culturelles limitatrices et sans connaissances théoriques, représente  dans ses toiles la beauté et la simplicité.
L’artiste « naïf » ou primitif moderne, en opposition au primitif traditionnel préhistorique, n'est pas le produit d’une évolution culturelle. Sans modèles, le  « Naïf » embrasse des thèmes variés, en s'attachant particulièrement à décrire de façon minutieuse les scènes de la vie quotidienne (rurale ou urbaine).
Pour ne pas avoir étudié l'art, il évolue seul, sans perpétuer ou rompre avec aucune tradition, sans se soucier ni des normes académiques ni des critiques d'art.
Disproportions, couleurs chatoyantes, absence de profondeur et spontanéité deviennent les principales caractéristiques de ces artistes autodidactes.
L'histoire de l'art a toujours connu des artistes ingénus mais sans jamais leur porter une juste attention. C'est l'émergence de l'expressionnisme et du fauvisme de la fin du XIXe siècle et du début du XXe siècle, qui attire les regards sur « l'art élémentaire », "le peintre du dimanche" ou l'art des enfants. Ceci coïncide avec un changement de valeurs sociétales. La sphère intellectuelle ou rationnelle de l'homme entre en opposition avec l'aspect intuitif ou émotionnel de l'art. C'est ainsi que naît le concept d'œuvre "authentique" dont Henri Rousseau est un des précurseurs.